# حالت نیلوفری

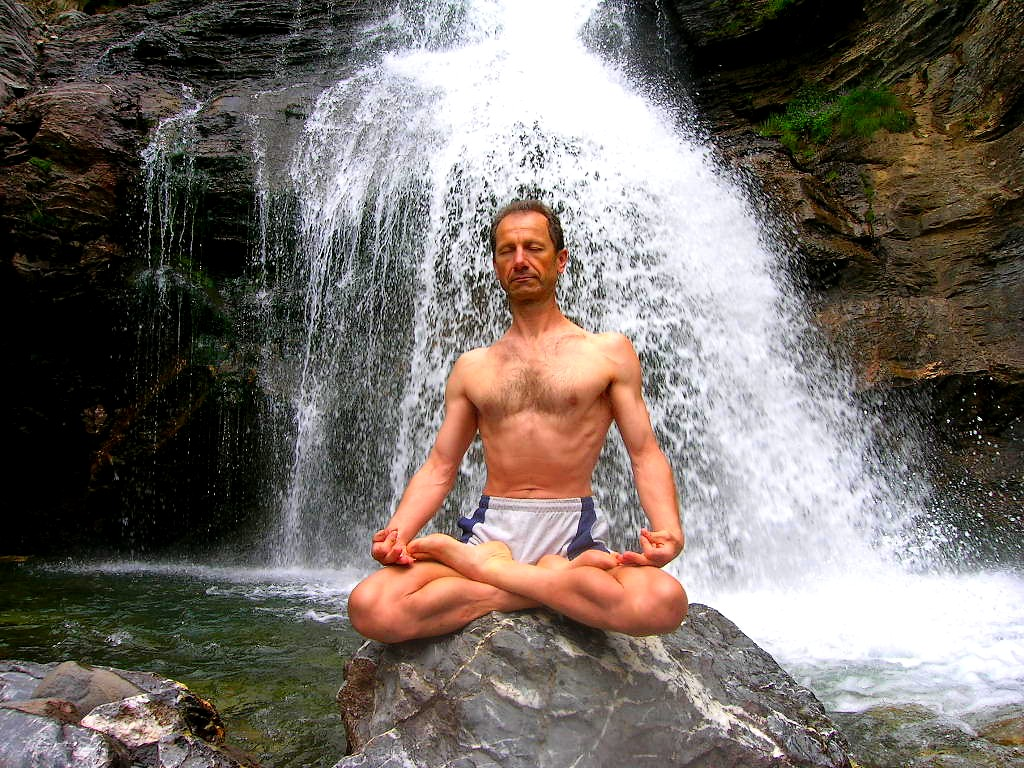
یک یوگا-ورز در حالت نیلوفری.

حالت نیلوفری یا چهارزانوی بالا، (به هندی: पद्मासन، پَدم‌آسَنه) (به ژاپنی: 結跏趺坐) (تلفظ: کِکّا فوزا) شکلی از حالت نشستن است که از سنت مراقبه در هند باستان ریشه می‌گیرد.
در این حالت، پاها بر روی ران‌های جهت مخالف قرار داده می‌شوند. این حالت نشستن یک حالت رسمی‌شده در سنت یوگای هندو است.
گفته می‌شود که این شکل از نشستن به شکل نیلوفر آبی همانندی دارد. هدف از آن رسیدن به تنفس متناسب با نوع تمرین مراقبه (درون‌پویی) و رسیدن به ثبات جسمانی است.
از جمله تصاویر مشهور از حالت نیلوفری می‌توان به تصاویر شیوا، ایزد مراقبه‌گر و پارسای هندوگرایی و گوتاما بودا بنیادگذار بوداگرایی اشاره کرد.